# سبنسر لونغ
سبنسر لونغ (بالإنجليزية: Spencer Long)‏ (و. 1990  م) هو لاعب كرة قدم أمريكية، من الولايات المتحدة، ولد في أوماها، نبراسكا، يلعب كمركز ‏.